# 拉拉梅达德加尔东
拉拉梅达德加尔东，是西班牙卡斯蒂利亚-莱昂萨拉曼卡省的一个市镇。 总面积32平方公里，总人口143人（2001年），人口密度4人/平方公里。